# Forschungsgesellschaft für deutsches Verfassungsrecht
Forschungsgesellschaft für deutsches Verfassungsrecht (kurz: FdV jap. ドイツ憲法判例研究会, Doitsu Kempō Hanrei Kenkyūkai) ist ein im April 1992 von Hisao Kuriki gegründeter Verein von Professoren des öffentlichen Rechts, die deutsches Staatsrecht erforschen. Sie zählt derzeit mehr als 100 Mitglieder und ist die wichtigste Forschungsgruppe des deutschen Staatsrechts in Japan.

## Zusammenkünfte
Die Mitglieder treffen sich einmal monatlich in Tokio zu einer Sitzung. Ein jeweiliger Berichterstatter wählt und übersetzt eine neuere Entscheidung des Bundesverfassungsgerichts und erläutert diese. Nach diesem Referat diskutieren die Mitglieder über das Thema, oft im Vergleich mit japanischen Entscheidungen bzw. japanischer Diskussionslage.
Mitunter werden auch Gäste aus Deutschland zum Vortrag eingeladen. Tagungen fanden auch in der Bundesrepublik statt (2000 und 2005 in Freiburg, 2004 in Göttingen und in Osnabrück).

## Vorstand
Derzeitige (seit 2013) Vorsitzende ist Hidemi Suzuki, Professorin an der Universität Osaka.

## Veröffentlichungen
- Doitsu no kempō hanrei (ドイツの憲法判例, „Deutsche Verfassungspräjudizien“). Shinzansha, Tokyo 1996, ISBN 4-8826-1667-X
  - Doitsu no kempō hanrei II (ドイツの憲法判例II, „Deutsche Verfassungspräjudizien II“). Shinzansha, Tokyo 2006, ISBN 4-7972-3344-3
  - Doitsu no kempō hanrei III (ドイツの憲法判例III, „Deutsche Verfassungspräjudizien III“). Shinzansha, Tokyo 2008, ISBN 978-4-7972-3347-6
- Doitsu no saishin kempō hanrei (ドイツの最新憲法判例, „Jüngste deutsche Verfassungspräjudizien“). Shinzansha, Tokio 1999, ISBN 4-7972-1638-7
- Ningen, kagaku gijutsu, kankyō: Nichidoku kyōdō kenkyū shimpojiumu (人間・科学技術・環境 日独共同研究シンポジウム, „Mensch, Technik, Umwelt: Gemeinsames Deutsch-Japanisches Symposium“). Shinzansha, Tokio 1999, ISBN 4-7972-1632-8
- Mirai jokō no kempōron (未来志向の憲法論, „Zukunftsorientierte Verfassungsdiskussionen“). Shinzansha, Tokio 2001, ISBN 4-7972-1906-8
- Übersetzung von Josef Isensee: Hogo gimu toshite no kihonken (保護義務としての基本権, „Schutzpflichten als Grundrechte“). Shinzansha, Tokio 2003, ISBN 4-7972-3093-2
- Kempō saiban no kokusai hatten: Nichidoku kyōdō kenkyū shimpojiumu (憲法裁判の国際的発展 日独共同研究シンポジウム, „Internationale Entwicklung von verfassungsrechtliche Prozessen: Gemeinsames Deutsch-Japanisches Symposium“). Shinzansha, Tokio 2004, ISBN 4-7972-3135-1
- Kōza Kempō no kihanryoku: dai-1-kan: Kihanryoku no kannen to jōken (講座 憲法の規範力 第1巻 規範力の観念と条件, „Kurs zur normativen Kraft der Verfassung. Band 1: Konzepte und Bedingungen der normativen Kraft“). Shinzansha, Tokio 2013, ISBN 978-4-7972-1231-0
- Kōza Kempō no kihanryoku: dai-2-kan: Kempō no kihanryoku to kempō saiban (講座 憲法の規範力 第2巻 憲法の規範力と憲法裁判, „Kurs zur normativen Kraft der Verfassung. Band 2: Normative Kraft der Verfassung und verfassungsrechtliche Prozesse“). Shinzansha, Tokio 2013, ISBN 978-4-7972-1232-7